# Prosenická Lhota
 (août 2025).
Si vous disposez d'ouvrages ou d'articles de référence ou si vous connaissez des sites web de qualité traitant du thème abordé ici, merci de compléter l'article en donnant les références utiles à sa vérifiabilité et en les liant à la section « Notes et références ».
Prosenická Lhota (en allemand : Proßenitzer Lhota) est une commune du district de Příbram, dans la région de Bohême-Centrale, en République tchèque. Sa population s'élevait à 500 habitants en 2020.

## Géographie
Prosenická Lhota se trouve à 5,5 km au nord-est de Sedlčany, à 34 km à l'est de Příbram et à 44 km au sud du centre de Prague.
La commune est limitée par Křečovice au nord-ouest, au nord et à l'est, par Vrchotovy Janovice à l'est, par Vojkov au sud, par Štětkovice et Kosova Hora au sud, et par Sedlčany et Osečany à l'ouest.

## Histoire
La première mention écrite de la localité date de 1561.

## Administration
La commune se compose de six quartiers :
- Břišejov
- Klimětice
- Luhy
- Prosenice
- Prosenická Lhota
- Suchdol

## Transports
Par la route, Prosenická Lhota se trouve à 9 km de Sedlčany, à 41,5 km de Příbram et à 62 km de Prague.